# Vicenç de Cotlliure
Vicenç de Cotlliure va ser un sant màrtir del segle iv, venerat al Rosselló, les relíquies del qual es troben a Cotlliure. No hi ha constància històrica de la seva existència i molt sovint és confós amb els sants Vicenç d'Osca o Vicent Ferrer. És celebrat el 19 d'abril (16 d'agost a Cotlliure).

## Llegenda
La seva hagiografia és descrita per Beda, Usard, Ató de Pistoia, Cesare Baronio el Martirologi Romà i Ambrosio de Morales
La tradició diu que va ser martiritzat el 303, durant les persecucions de Dioclecià a l'illot on vivia, on avui hi ha l'ermita. Estava casat amb santa Elàdia. Dacià, el pretor encarregat de dur a terme la persecució a la Gàl·lia i Hispània, va arribar a Cotlliure i va fer detenir Vicenç, reconegut cristià. Va ser amenaçat, però no volgué fer sacrificis als déus pagans. Va sofrir, llavors, diversos martiris: va ser fuetejat, gratat amb ganxos de ferro, suspès a l'aire i fet caure sobre pedres punxegudes. Empresonat, va ser miraculosament guarit de les ferides durant la nit. L'endemà, Dacià va atribuir el guariment a la màgia, i va fer-lo cremar en una estaca, un 19 d'abril. Molts assistents als turments i l'execució es convertiren al cristianisme.

## Veneració

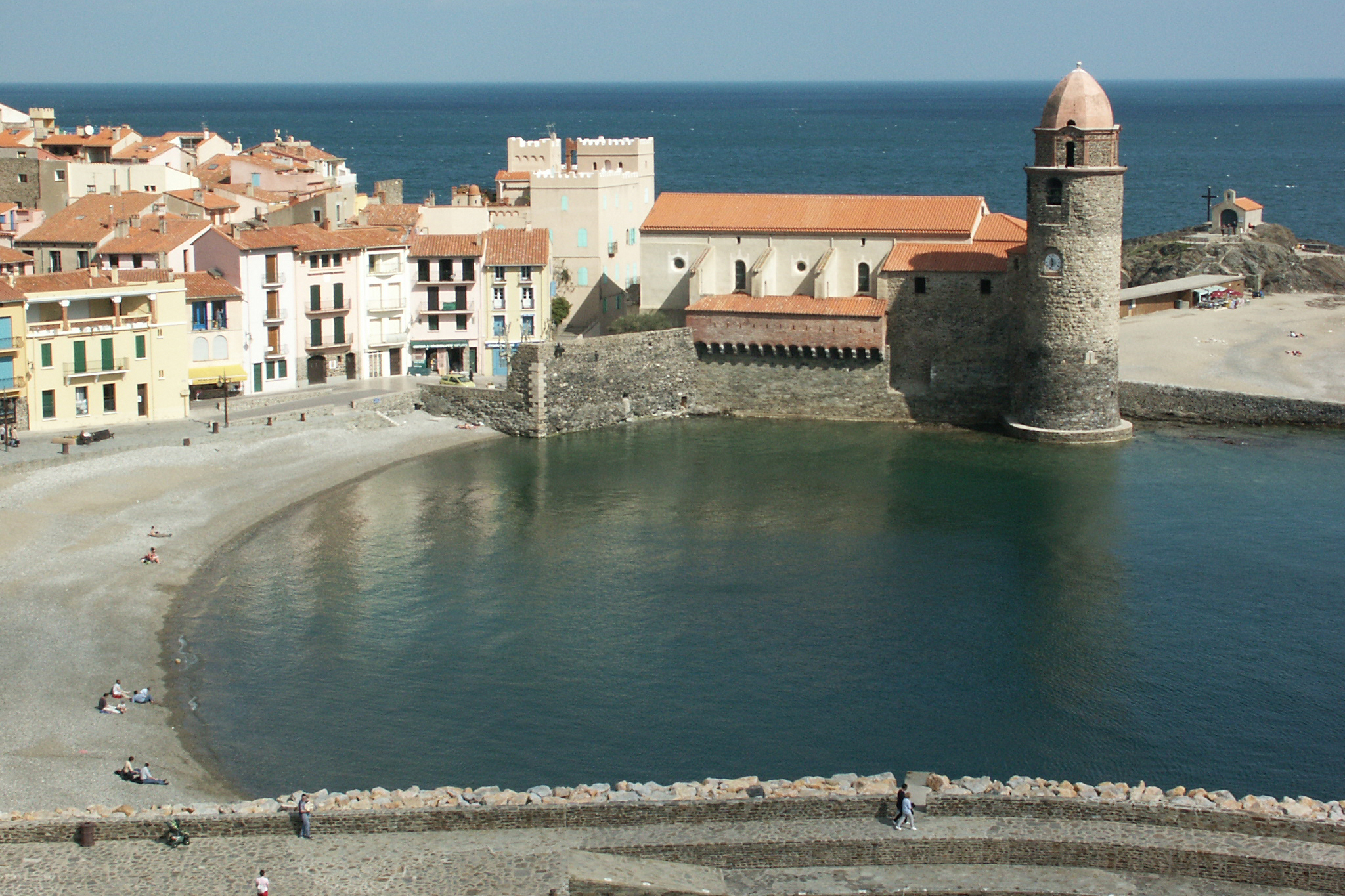
El port de Cotlliure, amb la parròquia i, a la dreta, l'ermita de Sant Vicenç

Les restes del sant van ser conservades a Cotlliure, on va ser proclamat sant patró. Durant el setge del 1642, a la Guerra dels Segadors, les relíquies van ser traslladades de l'església al castell per tal de protegir-les. Quan va acabar la guerra, les restes no van ser trobades. Es va dir que un militar les havia portat a algun poble de Catalunya. Sembla que es tracta de Concabella, a la Segarra.
A Cotlliure, l'abat Prats va portar una petita relíquia del sant des de Roma, que hi arribà el 16 d'agost de 1700; des de llavors, la festa del sant se celebra a la vila en aquesta data. A més, poc després arribà una altra relíquia. Les dues es conserven a l'església de Santa Maria dels Àngels de Cotlliure.
La festivitat litúrgica és el 19 d'abril. És el patró dels pescadors de Cotlliure.

### Processó i festa
Cada any, al vespre del 16 d'agost, es fa una processó marina que porta la seva talla, juntament amb les de Santa Màxima i Santa Liberata, fins a la vila. La primera font que esmenta aquesta tradició és del 10 d'agost del 1701: parla del trasllat, amb barca de les relíquies dels tres sants, que havien estat portades de Roma el 16 d'agost del 1700. La llei francesa de Separació de les Esglésies i de l'Estat de 1905 va eliminar aquesta processó, que no tornà a fer-se fins al 2001, per a celebrar el tricentenari de les festes; des de llavors, s'ha tornat a reviscolar.
Al bell mig de la platja on es congrega la gent, es crema una bóta plena de pega, en record de la foguera on cremà Sant Vicenç. Els carrers, els pals de les barques, el port, estan decorats amb llums de colors, i s'hi encenen focs de bengala i d'artifici. Una barca amb una bandera blanca anuncia la barca que porta, des de l'ermita (a on s'han portat al matí, des de l'església), les relíquies, darrere de la qual venen les barques dels pescadors.
A la platja, són rebudes amb exclamacions; el síndic dels pescadors interroga llavors al prevere que porta les relíquies:
"Hola! De la barca, qui és aquit?
— Sant Vicenç gloriós.
— D'on ve la barca?
— De Sant Vicenç de l'illa.
— Què porta la barca?
— Sant Vicenç, santa Màxima i santa Lliberata.
— Los de la barca, ja sou declarats?
— Sí, tots los passatgers estan arreglats [i.e. "en regla"].
— Doncs, què demaneu?
— Una bona entrada.
— Al nom de Déu, vagi la barca!"
La barca de les relíquies és llavors hissada a la platja, arrossegada pels pescadors i escortada per mariners amb torxes; la barca és portada, així, fins a l'església parroquial, precedida pels pescadors vestits de blanc, amb faixa vermella i amb mocador al cap. Mentre passa, la gent crida "Sant Vicenç beneït!"